# Peter von Englisberg

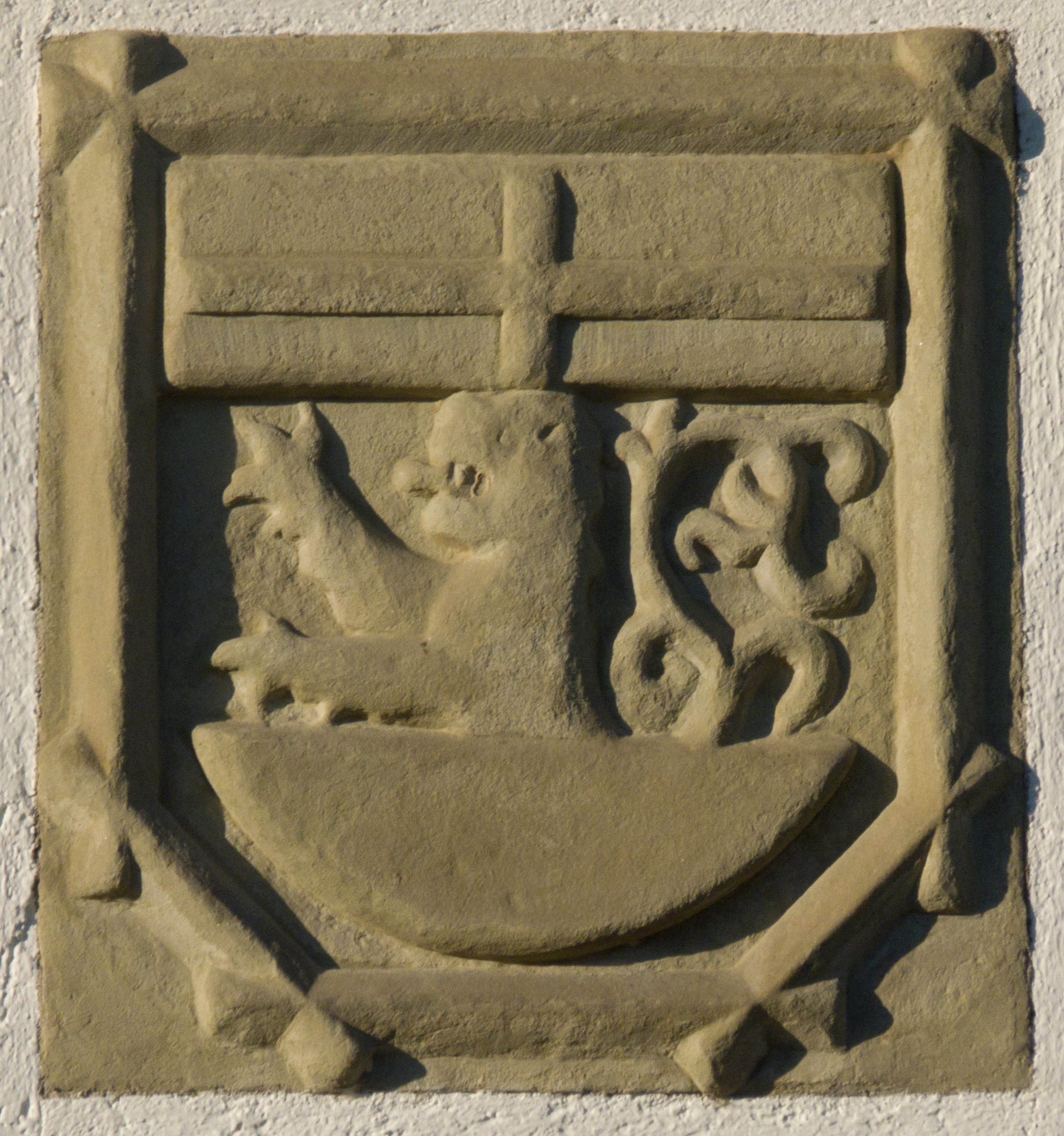
Wappen des Peter von Englisberg an der Kirche von Moosseedorf

Peter von Englisberg (* um 1470 in Freiburg im Üechtland; † 28. Februar 1545 ebenda) war Ritter des Johanniterordens und Ehrenbürger von Luzern, Bern und Basel. Er war der letzte Komtur der Kommenden Münchenbuchsee und Thunstetten.

## Leben
Peter von Englisberg wurde als Sohn des Dietrich von Englisberg geboren. Er trat 1489 in den Johanniterorden ein. Nach 1498 und 1515 bis 1520 leistete er mehrere Jahre Kriegsdienst auf Malta und in der Levante. Er wurde 1504 Komtur von Freiburg, Hohenrain und Reiden, 1505 von Münchenbuchsee, 1508 von Basel und Rheinfelden und 1520 von Thunstetten. Unter seiner Führung wurde die Kommende Freiburg baulich restauriert, wirtschaftlich geordnet und geistlich wiederbelebt. Innerhalb des Johanniterordens (ab 1530 Malteserorden) hatte er Einfluss und Ansehen. Unter seiner Herrschaft wurde die Restauration der Kirchen Moosseedorf und Bremgarten durchgeführt. Die Kommenden Münchenbuchsee und Thunstetten wurden im Zuge der Reformation (1528) säkularisiert und an Bern abgetreten.
Peter von Englisberg war dem reformatorischen Gedankengut zugeneigt und galt nach der Berner Disputation vom Januar 1528 als überzeugter Anhänger der Reformation. In Freiburg hingegen war er nach wie vor der gute Katholik. Er hatte die Übergabe des beträchtlichen Besitzes der Johanniterkomturei ohne Wissen seiner Vorgesetzten eingeleitet. Dafür wurde er von der Berner Regierung reichlich belohnt. Für seine Hilfe erhielt er das Schloss Bremgarten als Alterssitz und zusätzlich wurde der neue Amtmann von Münchenbuchsee angewiesen ihm jährlich eine bestimmte Menge Naturalien aus den Gütern des Hauses Buchsee bis an sein Lebensende zu liefern. Seine letzten Jahre verbrachte er vermutlich in seinem Mutterkloster und starb am 28. Februar 1545. Er fand seine letzte Ruhestätte in der Kirche Saint-Jean zu Freiburg im Üechtland.